# Filippo Maria Guidi

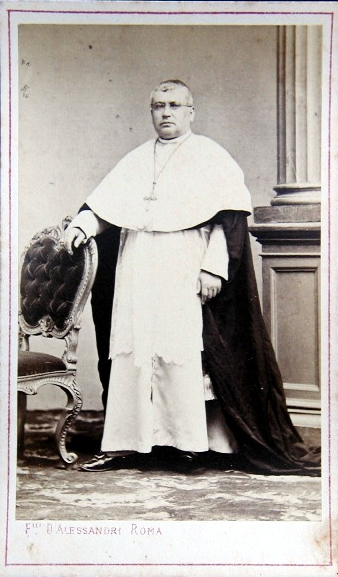
Filippo Maria Kardinal Guidi OP (1869)

Filippo Maria Guidi OP (* 18. Juli 1815 in Bologna; † 27. Februar 1879 in Rom) war ein italienischer Ordensgeistlicher, Erzbischof von Bologna und später Kurienkardinal der römisch-katholischen Kirche.

## Leben
Filippo Maria Guidi trat 1834 dem Dominikanerorden bei, erwarb einen Magister in Theologie und empfing anschließend die Priesterweihe. Zunächst unterrichtete er Theologie und Philosophie in Viterbo, ehe er 1851 nach Rom ging, wo er als Theologieprofessor wirkte. Von 1857 bis 1863 übte Guidi dieselbe Tätigkeit an der Wiener Universität aus.
Papst Pius IX. nahm ihn im Konsistorium vom 16. März 1863 als Kardinalpriester von San Sisto in das Kardinalskollegium auf. Am 21. Dezember desselben Jahres ernannte er Kardinal Guidi zum Erzbischof von Bologna. Die Bischofsweihe spendete ihm der Papst persönlich am 17. Januar 1864; Mitkonsekratoren waren der spätere Kardinal Gustav Adolf zu Hohenlohe-Schillingsfürst, seinerzeit päpstlicher Großalmosenier, und Kurienbischof François Marinelli. Während seiner Amtszeit konnte er aufgrund der angespannten politischen Lage seine Heimatstadt Bologna kein einziges Mal besuchen und überließ die Amtsgeschäfte weitgehend seinem Generalvikar. 
Von 1869 bis 1870 nahm Kardinal Guidi als Konzilsvater am Ersten Vatikanischen Konzil teil, auf dem die Päpstliche Unfehlbarkeit zum Dogma erklärt wurde. Kardinal Guidi selbst war ein Gegner der Unfehlbarkeitserklärung und zählte auf dem Konzil zu den Wortführern der oppositionellen Minderheit. Am 12. November 1871 legte er das Amt des Erzbischofs von Bologna nieder, um an der Kurie tätig zu werden. Am 29. Juli 1872 erhob ihn Pius IX. zum Kardinalbischof von Frascati, wobei er seine Titelkirche in commendam noch bis 1877 beibehielt. Im September desselben Jahres wurde er innerhalb des Staatssekretariates des Heiligen Stuhls Leiter der Kongregation für kirchliche Angelegenheiten. Kardinal Guidi nahm am Konklave 1878 teil, das Leo XIII. zum Papst wählte.
Filippo Maria Guidi starb im Februar des Folgejahres und wurde in der Dominikanerkapelle des römischen Friedhofes Campo Verano beigesetzt.